# Willemsoord
Ne doit pas être confondu avec Willemsoord (Le Helder), une ancienne grande base navale de la Marine royale néerlandaise au Helder.
Willemsoord est un village dans la commune néerlandaise de Steenwijkerland, dans la province d'Overijssel. Le 1er janvier 2006, le village comptait 550 habitants.
Willemsoord a été créé en 1820 pour permettre à un certain nombre d'habitants pauvres des villes de l'ouest du pays, de construire une nouvelle vie. Le village tire son nom du prince Guillaume II des Pays-Bas.

## Histoire

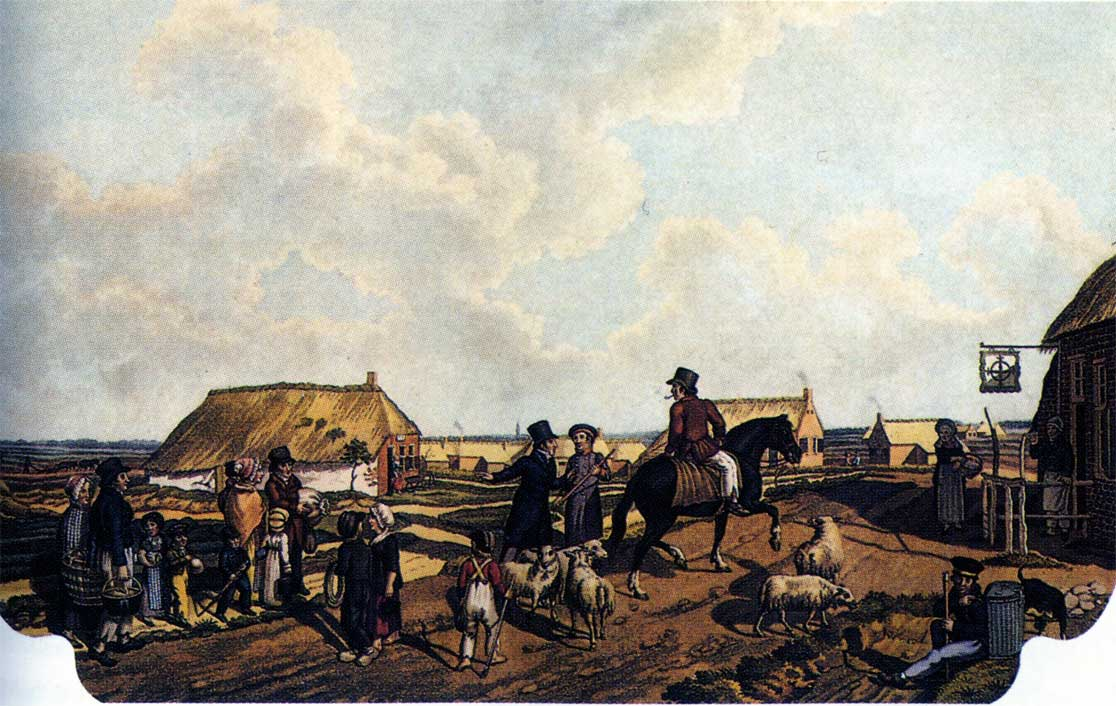
Maison de colons à Willemsoord, scan d'une image dans "Le livre d'histoire nationale" " ISBN 90 400 8888 8

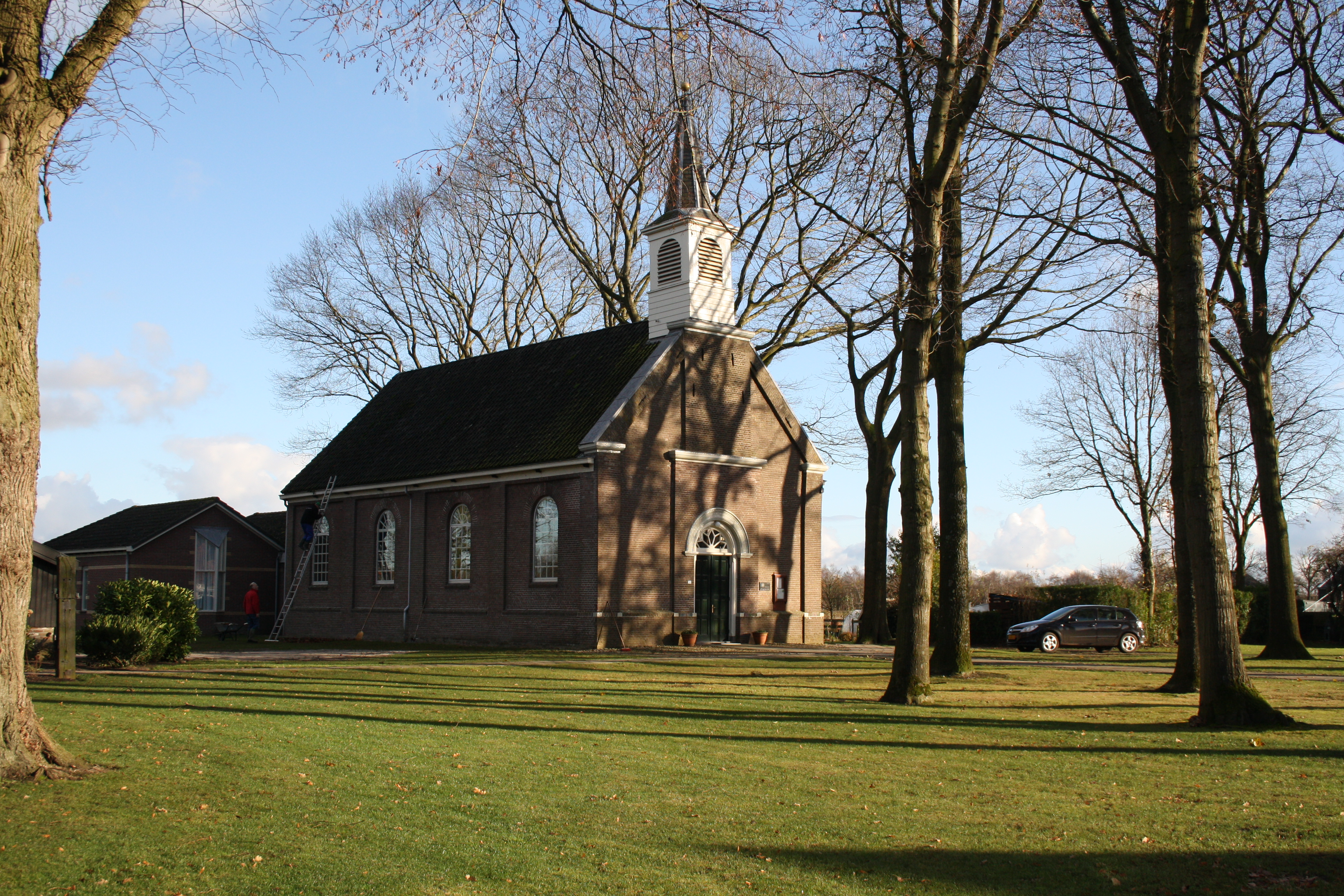
L'Église réformée

Willemsoord a été fondée en 1820 par la Maatschappij van Weldadigheid (Société de l'Humanitarisme) en tant que colonie pour les citadins pauvres. À cette époque, on a commencé à construire des routes et les 100 premières maisons des colons. En outre, il y avait des bâtiments plus grands comme des maisons pour les directeurs, une école avec une maison de professeur et une salle de filage avec une buanderie. Le terrain nécessaire a été acheté, entre autres, à Het Heideveld de Steenwijkerwold.
Le général Johannes van den Bosch a été le père spirituel des plans de fondation des colonies Frederiksoord, Wilhelminaoord et Willemsoord afin de donner aux familles défavorisées de l'ouest des Pays-Bas la possibilité de se construire une nouvelle vie. Les colons ont reçu une maison avec un hectare de terre, leur entretien a été assuré, il y a eu une assistance médicale, ainsi qu'une éducation religieuse et scolaire. Grâce à la contribution d'un grand nombre de Néerlandais relativement aisés, les conditions de vie de ces classes élémentaires ont pu être considérablement améliorées. La Maison d'Orange s'est intéressée aux plans. Le prince héritier d'Orange, plus tard le roi Guillaume II (en néerlandais : Willem  II), a donné son nom à Willemsoord. Guillaume II a payé la construction de l'école et de la maison du professeur ; les coûts se sont élevés à 1 400 florins pour la réalisation des deux bâtiments.
Le régime de la Société était strict. Chaque "colonie", selon la Société de charité du 29 septembre 1820, sera divisée en districts de 20 à 30 maisons : un chef de district sera nommé pour chaque district". Et à partir de ce moment, le phénomène du gardien existe dans toutes les colonies de la Société. Avec pour mission, d'une part, de "former les colons sur le terrain", et d'autre part, de "fournir une bonne force de police dans leurs quartiers". Les jeunes allaient à l'école six jours par semaine. Willemsoord avait un nombre relativement important de cours en plus de l'école primaire. Près du centre, il y avait une école de couture et de tricot ainsi qu'une école de dessin. Les jeunes pourraient également être formés dans différentes branches de l'industrie. Par exemple, il y avait une usine de tissage de sacs, une corderie, un atelier de menuiserie et un atelier de peinture, tandis que la sylviculture et l'agriculture offraient aux jeunes la perspective de se retrouver dans l'administration de la société. Mais Willemsoord avait aussi sa propre école professionnelle agricole, située sur la Ronde Blesse: la Gerard Adriaan van Swieten Tuinbouwschool. La société possédait également trois grandes fermes dans les environs immédiats, la Hoeve Utrecht, la Hoeve Amsterdam et la Hoeve Generaal van den Bosch. De cette manière, un terrain suffisant était disponible pour la construction de champs d'essai pour les étudiants. De plus, un vétérinaire, une usine de purification à la vapeur et une usine de désaération étaient à portée de main.
Le premier bâtiment d'église à être établi dans les trois colonies libres était destiné aux colons juifs. Ces familles étaient logées dans la partie nord-est de la colonie de Willemsoord (sur le hameau de De Pol) et cette zone était populairement connue sous le nom de Jodenhoek (coin juif). Plus tard (1837), une école secondaire israélite a été construite ainsi qu'une petite synagogue. En 1860, il y avait encore 24 familles juives vivant dans la colonie de Willemsoord. L'église réformée néerlandaise de Steenwijkerweg à Willemsoord a été consacrée en janvier 1855.

## Particularités de Willemsoord
Dans son livre De bevolking van de Vrije Koloniën der Maatschappij van Weldadighei, Cecilia Kloosterhuis mentionne, entre autres, la langue familière commune qui était proche du néerlandais généralement civilisé, car elle a été « importée » par les habitants des villes de l'Ouest. "Mais les manières du village ont également joué un rôle dans le fait d'être différent. Dès leur plus jeune âge, les enfants étaient habitués à l'ordre et aux règles et étaient élevés de manière plus stricte qu'ailleurs", selon la femme qui a donné son nom à une rue de Willemsoord. Elle conclut sur la conception du village : "L'austérité du tracé, la terrible régularité du morcellement, la monotonie des maisons de la colonie presque identiques, distantes d'une centaine de mètres le long des routes droites. Tout est monotone, même les berges boisées. Pas de surprise, pas de routes sinueuses". Le village avait une église, une école, un bureau de poste, un café et une gare. Il y avait quelques magasins, une boulangerie, une forge, une petite laiterie, le moulin, un vannier, un médecin et une sage-femme. Il y avait de l'argent de la colonie en circulation. Le village disposait d'un bâtiment pour l'éducation et la détente appelé Ons Gebouw (Notre bâtiment).
Après la Seconde Guerre mondiale, vers 1960, Willemsoord a pris un autre visage. Un nouveau quartier résidentiel a été construit entre Paasloregel et le ruisseau De Reune, suivi plus tard par les nouvelles maisons du sud-ouest du village. À la fin des années 1980, l'autoroute A32 a été construite. L'école primaire a dû s'agrandir pour faire face à l'augmentation du nombre d'élèves. Un centre multifonctionnel a été créé, qui a reçu le nom de 't Koloniehuus.

## Référence
- (nl) Cet article est partiellement ou en totalité issu de l’article de Wikipédia en néerlandais intitulé « Willemsoord (Steenwijkerland) » (voir la liste des auteurs).

1. ↑  De bevolking van de vrije koloniën der Maatschappij van Weldadigheid uitg. De Walburg Pers. Zutphen, 1981,  (ISBN 90-6011-026-9)